# Antonieta Aguiló i Sellarés
Antònia Aguiló i Sellarés, coneguda com a Antonieta Aguiló-Donatutti i de vegades Antonietta pel costum de l'època d'italianitzar els noms, (Girona, 10 de novembre de 1817 - Barcelona, 10 de març de 1892) fou una soprano catalana.
Filla del mallorquí Joan Aguiló i Fuster i de Ventura Sellarés i Ferrer.
Apareixia sovint en els mateixos cartells que Caterina Mas i Porcell actuant en els segons papers. Havia estudiat al Conservatori del Liceu. Tot i que la seva carrera no va ser gaire llarga, Aguiló va destacar com a representant catalana entremig de l'univers musical italià que havia conquerit Barcelona.
El seu nom apareix com a cantant d'una companyia d'òpera a Palma els anys 1833 i 1834, i més tard italiana al Teatre de Barcelona per a la temporada 1837-1838 i posteriorment al Liceu Filodramàtic de Barcelona el 1838, com intèrpret del rol principal de l'òpera Il conte d'Essex de Saverio Mercadante. Va participar en altres òperes, com ara Zelmira de Rossini, La Caritea de Mercadante i Zampa de Hérold. Com a confirmació de la seva qualitat, se sap que, a l'òpera Uggero il danese de Mercadante, es va afegir una escena per tal d'allargar el paper d'Alpaide, massa curt per a una cantant de la talla de l'Aguiló. A diferència de Caterina Mas, Antonieta Aguiló rebia de tant en tant crítiques menys positives, sobretot en referència a la seva mímica. Segons va escriure el crític Aben-Abulema al Diario de Barcelona el 28 de maig de 1839, Antonieta Aguiló tenia una «voz regular y buen método de canto, y no le falta gusto, pero a las veces se echa de menos en ella un poco de entusiasmo y de energía, tal vez por un descuido involuntario, tal vez por economizar la sensibilidad de su corazón». Va cantar també a la companyia d'òpera el Teatro Real de Madrid, on el juny de 1851 apareix com a «cantant disponible». En la cronologia del Liceu torna a aparèixer en les temporades del Liceu 1851-1852 i 1854-1855.
Es va casar amb el músic italià Pietro Donatutti, per la qual cosa apareix sovint amb el cognom del seu marit. Devien casar-se abans de 1837, any probable del naixement de la seva filla Carolina. L'any 1840 apareix ja casada amb aquest cognom a la Revista de Girona. El marit es esmentat com a «mestre al cèmbal» i ella com a prima donna. Pietro Donatutti va ser també tenor, professor de cant i director de cors del Liceu. Com a tal apareix ja en la inauguració de la primera temporada del Gran Teatre, la temporada 1847-1848. La seva filla també va cantar al Liceu, la mezzosoprano Carolina Donatutti i Aguiló, que va ser l'esposa del guitarrista, compositor i director d'orquestra barceloní Josep Viñas i Diaz. Ambdós, filla i gendre, apareixen juntament amb Antonieta Aguiló en una companyia lírica italiana al Almanac del Diari de Barcelona de 1860: Josep Viñas com a director d'orquestra, Antonieta Aguiló com a seconda donna comprimària i Carolina Donatutti com a seconda donna mezzosoprano.
Antònia Aguiló va morir a Barcelona el 10 de març de 1892, al carrer de Claris, 7.